# Imre Markos
Imre Markos (9 de juny de 1908 - 27 de setembre de 1960) fou un futbolista hongarès de la dècada de 1930 i entrenador.
Fou internacional amb la selecció d'Hongria, amb la qual disputà la Copa del Món de futbol de 1934.
Fou entrenador a clubs com CS Târgu Mureş, Debreceni VSC, TPS Turku, Degerfors IF, Pyrkivä Turku, Fenerbahçe SK i IFK Kristianstad.